# Пропащая яма
Пропа́щая Я́ма — пещера в Бурзянском районе Башкортостана, в 5 километрах к юго-западу от деревни Киекбаево. Пропащая Яма находится на левом берегу реки Белой (Агидель), выше по течению от Каповой пещеры.
Общая длина пещерных ходов — 3218 м. Глубина — 90 метров. Площадь пола — 8,7 тыс. м², объем — 37,5 тыс. куб. м.

## Происхождение названия
Пропащая Яма названа за внешний вид входа в пещеру. Небольшой и неприметный вход (0,5х1,0 м) на поверхности переходит в глубокую вертикальную шахту глубиной 78 м. И лишь за 15 м до её дна появляется проход в систему коридоров и галерей лабиринтового типа.

## Вход в пещеру
У пещеры два хода, основной (Пропащая Яма) и, в 100 метрах Медвежий колодец (иногда выделяют в отдельную пещеру). Оба представляют собой вертикальный колодец.
Овальный небольшой вход в пещеру находится на выположенной VII надпойменной террасе долины реки на абсолютной отметке 400 м с превышением над её руслом 110 м.

## Внутри пещеры
Кальцитовый водопад. В пещере течет ручей, уходящий в сифон. Основные магистральные ходы северо-западной, ближайшей к р. Белой части пещерной системы, заложены вкрест простирания горных пород, а коридоры и галереи юго-восточной, более удаленной от реки части пещеры, — по их простиранию. Периодически встречаются колодцы по 8-15 м.
Пещерная система соединяется с поверхностью также посредством каскада колодцев в юго-западной её оконечности. Второй вход в пещеру — Медвежий колодец на глубине 90 метров соединяется узким ходом с основным ходом пещеры.
Пропащая Яма изобилует разнообразными натечными образованиями.

## Исследования пещеры
Впервые план входной части  пещеры составили в 1971 году свердловские спелеологи Рыжков, Щепетов, Илюхин и другие.В 1973 году спелеологи г. Магнитогорска (рук.Никулин А.В.) открыли пещ. Медвежий колодец.С 1978 по 1988 гг. спелеологи МКС "Протей" активно проводили поисково-исследовательские экспедиции в пещ. Пропащая Яма (рук. Никулин А.В., Лисицкий С.Д., Демин С. Б., Хомяков А.А., Попков Е.Н), в результате соединили Медвежий Колодец и Пропащую Яму в единую пещерную систему, открыли новых ходов более 3000м., 26 вертикальных колодцев, сделали подробную топографию, исследовали микроклимат и геологию пещеры.